# Дикомо
Дикомо (тур. Dikmen, греч. Δίκωμο) — город на Кипре, расположенный между городами Никосия и Кирения. Находится на территории района Гирне и контролируется частично признанным государством — Турецкая Республика Северного Кипра. 
Город исторически делится на две части:
- Като Дикомо (Κάτω Δίκωμο; Aşağı Dikmen)
- Пано Дикомо (Πάνω Δίκωμο; Yukarı Dikmen)

## Известные уроженцы
- Димитрис Христофиас — шестой президент республики Кипр (2008-2013 года)